# هنري دالتون
هنري دالتون (بالإنجليزية: Henry Dalton)‏ هو جراح أمريكي، (و. 1847 – 1911 م).